# Carl Friedberg
Carl Rudolf Hermann Friedberg (Bingen am Rhein, 18 settembre 1872 – Merano, 9 settembre 1955) è stato un pianista e docente tedesco.

## Biografia
Friedberg studiò pianoforte con James Kwast e Clara Schumann al Conservatorio Hoch. Nel 1923 Friedberg fu insegnante di pianoforte al Juilliard School.
Nel 1892 fece il suo debutto come pianista con la Wiener Philharmoniker. Nel 1893 fu insegnante di pianoforte presso il Conservatorio Hoch. Nel 1914 fu pianista presso la Carnegie Hall di New York.